# WISN-TV
WISN-TV est une station de télévision américaine basée à Milwaukee, ville de l'État américain du Wisconsin, et affiliée au réseau de télévision ABC. Son signal couvre le sud-Est du Wisconsin, ainsi qu'une partie du nord de l'Illinois, dont les communes de Racine, Kenosha, Sheboygan et de Waukesha. Les locaux de la station sont situés au niveau de la 19e rue Nord et la rue Wells Ouest, à l'Ouest du campus de l'université Marquette, et son émetteur est situé dans l'enceinte du Lincoln Park, dans la partie nord de Milwaukee, à côté de la tour de Weigel Broadcasting qui est utilisé par WDJT-TV (en) (canal 58), la station de télévision régionale affiliée au réseau CBS.

## Télévision numérique terrestre
| Canal virtuel | Image | Aspect | Programmation                       |
| ------------- | ----- | ------ | ----------------------------------- |
| 12.1          | 1080i | 16:9   | Programmation principale WISN / ABC |
| 12.2          | 480i  | 16:9   | Justice Network (en)                |